# Peter Hla
Peter Hla (ur. 15 stycznia 1952 w Hwary) – duchowny katolicki Mjanmy, biskup diecezji Pekhon od 2006.

## Życiorys
Święcenia kapłańskie przyjął 8 marca 1981 i został inkardynowany do archidiecezji Taunggyi. Był m.in. wikariuszem (1981-1982) i proboszczem (1998-2000) w swojej rodzinnej parafii Hwary, dyrektorem centrum katechetycznego w Doungankha (1983-1985), wikariuszem (1985-1989) i proboszczem (1989-1995) parafii w Taunggyi (1985-1989), ekonomem diecezjalnym (1995-1997) oraz wikariuszem generalnym archidiecezji (od 2000).

### Episkopat
13 marca 2001 został mianowany przez papieża Jana Pawła II biskupem  pomocniczym archidiecezji Taunggyi ze stolicą tytularną Castellum in Numidia. Sakry biskupiej udzielił mu 15 grudnia tegoż roku abp Adriano Bernardini.
15 grudnia 2005 papież Benedykt XVI powołał go na urząd biskupa nowo powstałej diecezji Pekhon. Oficjalne objęcie rządów nastąpiło 1 kwietnia 2006.